# Temple de Khnum (Esna)

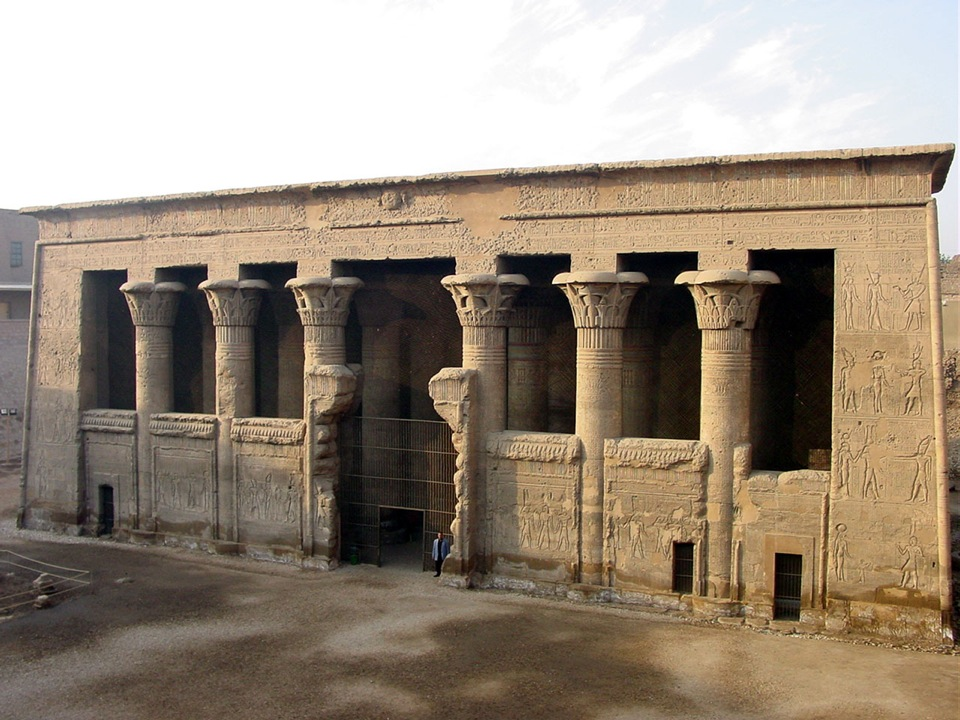
Temple de Khnum.

El temple de Khnum és un temple grec situat a Esna (Egipte).
El temple, construït en època ptolemaica sota Ptolemeu VI Filomètor i Ptolemeu VIII Evergetes II, estava dedicat a Khnum i a Neith i Heka. Només resta sencera la sala hipòstila, que mesura 33 x 16,5 metres i té 24 grans columnes. Els texts i imatges gravats són molt importants i donen detalls de les festes de l'any sagrat i de les pràctiques religioses locals; dos himnes a Khnum estan escrits amb els signes del moltó i del cocodril.
Fou descobert per Champollion el 1828, quan servia de dipòsit de cotó després de servir de magatzem durant tot el segle xviii (fins i tot, de magatzem de pólvora). Almenys dos temples accessoris que Champollion va veure van desaparèixer posteriorment (en realitat es tractaria de 4 temples, dels quals només en va veure 2). L'embarcador de la barca sagrada encara es pot veure a la vora del Nil. L'avinguda que unia el temple amb l'embarcador també va desaparèixer. Un petit temple s'ha trobat recentment a Kom Mer, a uns 12 km al sud.